# La Panouse (Marseille)
Pour la commune en Lozère, voir La Panouse.
La Panouse est un quartier du 9e arrondissement de Marseille.
Le quartier est plutôt résidentiel (vers les années 1900, les Marseillais avaient leur cabanon et les grands bourgeois leur bastide à l'image du château Serena, du château Aroumias, du château Berger). D'après l'Insee, c'est le quartier le plus aisé de Marseille avec en 2010 un revenu fiscal médian par ménage de 63 003 € (contre 23 702 € pour la commune entière).
C'est dans ce quartier que se trouve la résidence La Rouvière. Le quartier est sinon essentiellement composé de villas avec jardin et piscine. Géographiquement, le quartier est en flanc de montagne avec le vallon de la Panouse à son extrémité est qui fait partie du Parc national des Calanques.
Le château Serena est emblématique du quartier. Il s'agit d'un manoir de style néogothique, construit vers 1860, entouré d'un parc de près de 5 hectares. Après la Seconde Guerre mondiale, le domaine est acquis par une association qui y établit l'orphelinat qu'elle gérait jusqu'alors dans des locaux au centre de Marseille, détruits en 1944 par des bombardements. Par la suite l'orphelinat sera transformé en institut thérapeutique, éducatif et pédagogique prenant en charge des adolescents atteints de troubles psychiques et autistiques. En 2018, l'association vend une partie du domaine : le projet prévoit la rénovation du château et la construction d'une résidence pour personnes âgées. 